# Ananda Maitreya

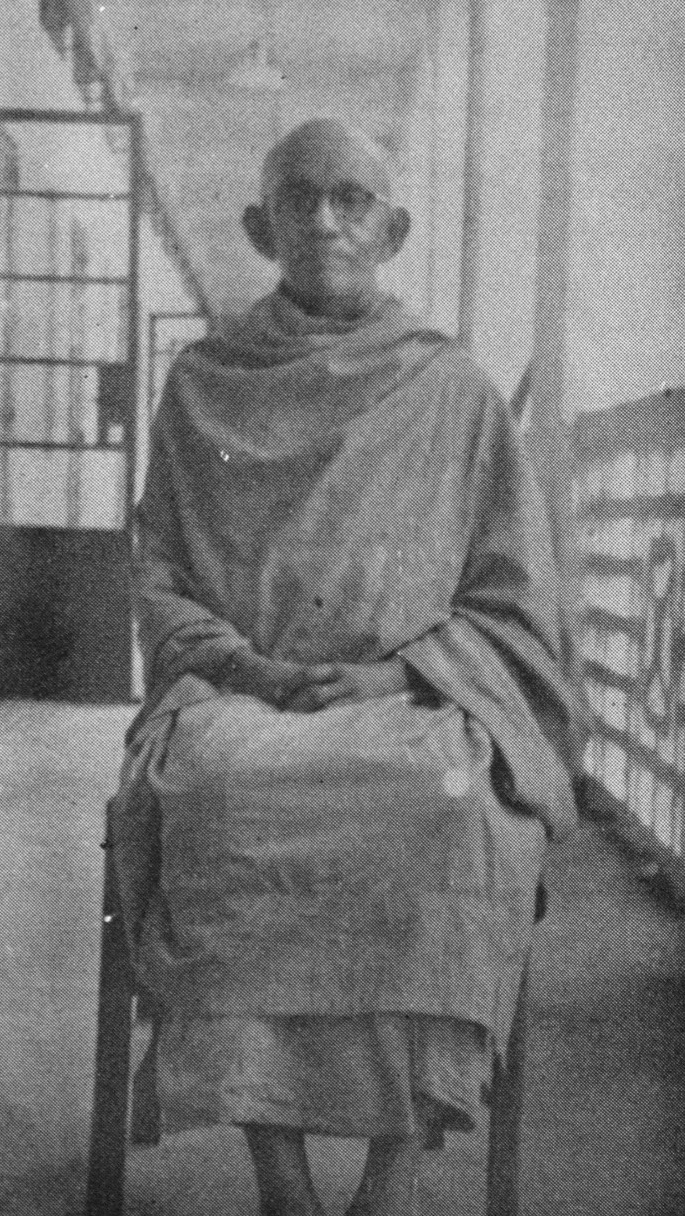
Balangoda Ananda Maitreya (1954).

Balangoda Ananda Maitreya (24 augustus 1896-18 juli 1998), een Sri Lankaanse wetenschapper / monnik, was een van bekendste persoonlijkheden van het Theravada boeddhisme.
Ananda Maitreya schreef boeken over soetra's (geschriften), vinaya (kloosterdiscipline) en abhidhamma (metafysica) en verschillende werken over de grammatica van het Pali en het Sanskriet. Ongebruikelijk voor een leraar binnen het Theravada is dat hij andere tradities beoefende en in het bijzonder esoterische yogatypes.
Sommigen beweren dat hij een hoogste geestelijke ontwikkeling had, maar hij heeft verschillende keren Shoko Asakara van de groep Aum Shinrikyo, verantwoordelijk voor de gifgasaanval in Japan, ontmoet en zich lovend over hem uitgelaten, waarbij wel gesteld moet worden dat het voor de problemen was.